# Evilmainya
Evilmainya è un singolo della cantante giamaicana Grace Jones pubblicato nel 1993, per la colonna sonora del film d'animazione Freddie the Frog diretto da Jon Acevski.

## Descrizione
Il brano è stato scritto da Jon Acevski, David Ashton, David Dundas e Rick Wentworth e fu pubblicato in versione 12" e CD Maxi, contenenti versioni remixate. Il singolo ebbe anche una ristampa digitale nel 2010.
Il singolo non ottenne successo e non ebbe alcun impatto nelle classifiche.

## Tracce
- 12" single

A. "Evilmainya (Club Mix)" – 4:23
A2. "Evilmainya (Album Edit)" – 3:39
B. "Evilmainya (Remix By ÑN)" – 5:47
B2. "Evilmainya (Extended Mix))" – 4:08
- CD Maxi" single

A. "Evilmainya (Club Mix)" – 4:23
A2. "Evilmainya (Album Edit)" – 3:39
B. "Evilmainya (Remix By ÑN)" – 5:47
B2. "Evilmainya (Extended Mix))" – 4:08
- Digital single

A. "Evilmainya (Club Mix)" – 4:23
A2. "Evilmainya (Album Edit)" – 3:39
B. "Evilmainya (Remix By ÑN)" – 5:47
B2. "Evilmainya (Extended Mix))" – 4:08